# Henne Schuwer
Hendrik Jan Jurriaan (Henne) Schuwer (Den Haag, 3 mei 1953) is een Nederlands diplomaat. Sinds 2021 is hij lid van de Adviesraad Internationale Vraagstukken; daarvoor was hij onder andere ambassadeur naar België en de Verenigde Staten.

## Carrière
Schuwer volgde de middelbare school te Bilthoven van 1965 tot 1972 en studeerde vervolgens rechten aan de Universiteit Leiden, waar hij in 1978 afstudeerde. Na zijn afstuderen trad hij in dienst van het ministerie van Buitenlandse Zaken, eerst als derde secretaris op de ambassade in Hanoi, Vietnam en vanaf 1981 tweede secretaris op de ambassade in New Delhi, India. In 1984 werd Schuwer eerste secretaris bij de Nederlandse permanente vertegenwoordiging bij de Europese Unie in Brussel. In 1988 werd Schuwer consul in Los Angeles, waarna hij in 1991 terugkeerde naar Den Haag als plaatsvervangend directeur van de afdeling Europese integratie van het ministerie van buitenlandse Zaken; vanaf 1995 was hij plaatsvervangend directeur van de afdeling Politieke Zaken. In 1997 keerde Schuwer weer terug naar de Verenigde Staten, eerst als ambassaderaad en vervolgens als plaatsvervangend chef de mission van de Nederlandse ambassade in Washington D.C..
In 2002 werd Schuwer benoemd tot plaatsvervangend permanent vertegenwoordiger van Nederland bij de Europese Unie. In 2007 werd hij directeur van het private office, in feite kabinetschef, van secretaris-generaal van de NAVO Jaap de Hoop Scheffer. Van 2009 tot 2010 was hij directeur voor Noord-Afrika en het Midden-Oosten bij het ministerie van Buitenlandse Zaken in Den Haag. In juli 2010 werd Schuwer benoemd tot de Nederlandse ambassadeur in België, wat hij tot augustus 2015 zou blijven. In september 2015 werd hij benoemd tot ambassadeur naar de Verenigde Staten, wat hij tot september 2019 zou blijven. Tijdens zijn periode als ambassadeur werd Donald Trump verkozen tot president van de Verenigde Staten, wat het diplomatieke werk bemoeilijkte.
Sinds het einde van zijn termijn als ambassadeur woont Schuwer in Brussel. In december 2021 werd hij lid van de Adviesraad Internationale Vraagstukken en voorzitter van de commissie Vrede en Veiligheid van de AIV.

## Privé
Schuwer komt uit een gezin van vijf kinderen; zijn ouders waren beiden journalist voor het persbureau ANP. Hij is getrouwd en heeft vier kinderen.